# نظام مضمن

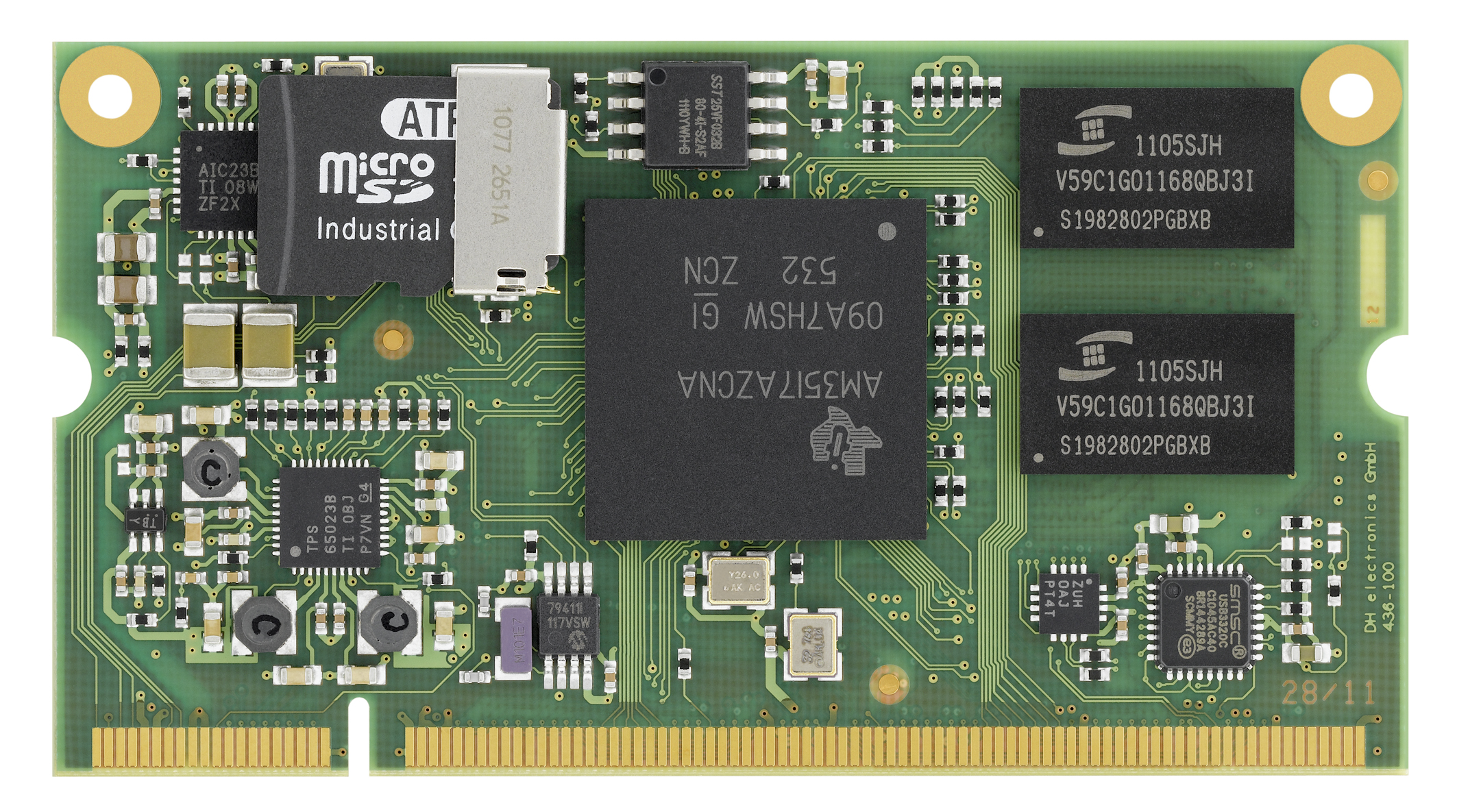
"نظام مضمن" على لوحة بطاقة التوصيل مع معالج وذاكرة ومزود الطاقة ووصلات خارجية

الأنظمة المضمنة أو المدمجة هي أنظمة حوسبة تجمع بين وحدة المعالجة المركزية وذاكرة الحاسوب، بالإضافة إلى وحدات الإدخال والإخراج الطرفية. تتميز هذه الأنظمة بوظيفة محددة ضمن نظام ميكانيكي أو كهربائي أكبر. تعتبر الأنظمة المدمجة جزءاً من الأجهزة الكاملة التي تتضمن عادةً مكونات كهربائية أو إلكترونية وأجزاء ميكانيكية. تُستخدم هذه الأنظمة للتحكم في العمليات الفيزيائية للآلة التي توجد فيها، وغالبًا ما تعمل في الزمن الحقيقي، تتحكم الأنظمة المدمجة في العديد من الأجهزة الشائعة الاستخدام اليوم. إذ تكون مضمنة في منتجات أكبر، وغالبًا ما تكون غير مرئية مباشرة للمستخدم.
الهدف الأساسي من شراء المنتج، هيَ الوظائف التي توفرها هذه الأنظمة المدمجة، وليس الأنظمة نفسها. تمثل الأنظمة المدمجة تطورًا في معالجة المعلومات، لم يعد الأمر مقتصرًا على أجهزة الحاسوب ذات الوظائف العامة، بل أصبح جزءًا أساسيًا من مجموعة واسعة من الأجهزة المتخصصة. تشمل أمثلة الأنظمة المدمجة أنظمة معالجة المعلومات في أجهزة الاتصالات السلكية واللاسلكية، بالإضافة إلى نظم النقل والمعدات المستخدمة في تصنيع الإلكترونيات الاستهلاكية.
الأنظمة المدمجة هي أنظمة مصممة لأداء مهام محدودة، مثل التحكم أو الاتصال أو التفاعل مع المستخدم عبر واجهات تخاطبية، وغالبًا ما تعمل في الزمن الحقيقي. تعتبر هذه الأنظمة جزءًا من منظومة أكبر، قد تضم عناصر ميكانيكية وعتادًا صلبًا (hardware).
تتجمع مكونات العتاد الصلب (HW) مع العتاد البرمجي (SW) ضمن بيئة واحدة لتحقيق التكامل المطلوب، حيث يقود العتاد البرمجي العتاد الصلب لأداء المهام المطلوبة. ببساطة، تعد الأنظمة المدمجة أجهزة حاسوبية مصممة لأغراض خاصة، ومحدودة بدقة عالية، على عكس الحواسيب العامة، وتعرف أيضًا بالأنظمة المتضمنة أو الأنظمة المطمورة.
تشكل جميع الأنظمة المدمجة نواة أو نوى معالجة، قد تكون متحكمات صغرى أو معالجات إشارة رقمية (digital signal processors) ونعتبر هذه المكونات من الأجزاء الأساسية في الأنظمة المدمجة. تتيح طبيعة هذه الأنظمة للمصممين تحسينها لتكون أكثر كفاءة من حيث الحجم واستهلاك الطاقة، مع ضمان أداء موثوق.

## السمات العامة للأنظمة المدمجة
الأنظمة المدمجة هي أنظمة تتفاعل مع البيئة من خلال حساسات ومفعلات (actuators) حيث تقوم باستقبال المعطيات من محيطها ومعالجتها، لتؤدي وظائف محددة بناءً على تلك المعطيات.
تتسم الأنظمة المدمجة بسمات رئيسة:
- يمكن الاعتماد عليها:

1. الوثوقية: هي احتمالية عدم فشل النظام في القيام بالوظيفة الموكلة إليه.
2. قابلية الصيانة: وهي تمكنك من استعادة النظام إلى العمل، بعد حصول عطل خلال وقت قصير.
3. الإتاحية: هي احتمالية أن النظام متاح في لحظة زمنية ما، ولتحقيق إتاحية عالية، يجب أن يكون كل من الوثوقية وقابلية الصيانة عاليتين.
4. الأمان: أي أن فشل النظام لن يسبب أذى.
5. أمن المعطيات: يكفل النظام بقاء المعلومات السرية أمنة، كما أن النظام يضمن أي نوع من الاتصالات التي بحاجة إلى تأكيد هوية.

- هي أنظمة فعالة:

1. فعالة من حيث الكلفة.
2. فعالة من حيث الوزن: إذ يجب أن تكون أخف ما يمكن.
3. فعالة من حيث الطاقة: يجب أن تستهلك أقل قدر ممكن من الطاقة مع ضمان قيامها بوظيفتها بالشكل المطلوب.
4. فعالة من حيث حجم كود البرنامج: كل التعليمات التي ستنفذ في النظام، يجب أن تكون مخزنة ضمن النظام، والأنظمة المدمجة عادة لا تحوي قرصا صلبا.
5. فعالة من حيث العمل في الزمن الحقيقي: المقصود بعبارة «العمل بالزمن الحقيقي» هو أن النظام لا يحتمل أي تأخير أي أن النظام يستجيب فورا لأي تغير يحدث بالبيئة المحيطة بعمل مقابل لهذا التغير دون أي تأخير زمني.
6. هي أنظمة تقوم بعملها خلال الزمن المحدد لإنهاء العمل.
7. هي أنظمة تقوم بوظيفة محددة، أي لا تقوم بوظائف متنوعة.
8. وهي أنظمة لا تستخدم - بشكل عام - وحدات التخاطب المألوفة في الحواسيب كالفأرة ولوحة الكتابة والشاشة، بل يتمّ استخدام الأزرار ودواليب التحكم وغيرها، ولذلك لا يلاحظ المستخدم وجود أي نمط للمعالجة المعطيات، ولهذا السبب، تسمى هذه الأنظمة أحيانا بالحواسيب الداخلية.
9. هي أنظمة هجينة في أغلب الحالات: أي أنها تحوي أجزاء تماثلية وأجزاء رقمية، الأولى تستخدم قيم معطيات تماثلية والثانية قيم معطيات رقمية (متقطعة).
10. الأنظمة المدمجة عادة ما تكون أنظمة تفاعلية: بمعنى أنها تتفاعل مع البيئة، فتبقى مستعدة لاستقبال أي معطيات جديدة من البيئة ومعالجتها ومن ثم توليد خرج مناسب، حسب البرنامج الذي زودت به، فهي دائما في حالة تفاعل مستمر مع البيئة بوتيرة تحددها تلك البيئة.

## استخدامات الأنظمة المدمجة
غالباً ما تجد الأنظمة المدمجة في:
- في المعامل والمصانع في دارات التحكم بالروبوتات وفي المصانع النووية
- في الشوارع والطرقات كدارات المراقبة ودارات تنظيم المرور
- في الأجهزة المنزلية كالغسالات، والمايكروويف وأجهزة الديجيتال
- أجهزة الهواتف النقالة أو الـPDA
- أجهزة الإنترنت المحمول والثابت
- المعدات العسكرية مثل أجهزة التحكم بالصواريخ
- أجهزة الاتصالات الحديثة مثل الأقمار الصناعية
- الأجهزة الطبية باختلاف أنواعها

## منهجية التصميم
- وضع خوارزمية للتصميم
- فهم الخوارزمية يتيح لنا التأكد من عدم إهمال أي شيء أساسي في التصميم.
- اختبار التصميم من خلال أدوات محاكاة ونمذجة برمجية قبل الشروع في تطبيقه.

وهناك إجمالا طريقتان للتصميم:
- من الأعلى للأسفل: البدء من توصيف مجرد للنظام ومن ثم الانتقال إلى التفصيل شيئا فشيئا.
- من الأسفل للأعلى: البدء أولا بالمكونات البالغة الصغر ومن ثم الانتقال إلى المكونات الأكبر.
- في الواقع يعتمد خليطا من الطريقتين حسب الحاجة وما يراه المصمم مناسبا.

## أهداف التصميم
- التأكد من قيام البرنامج بوظيفته، ومن عمل لوحات التخاطب بشكل صحيح.
- التأكد من الأداء الجيد للنظام كزمن التنفيذ والسرعة.
- تكاليف التصنيع.
- استهلاك القدرة.

## كيف يُصَنَّعُ النظام المضمن:: مراحل التصنيع
- تحديد مواصفات النظام مواصفة
- تشكيل النماذج والوحدات Modeling
- التصميم المبدئي وتقسيم الوظائف Design Space Exploration And Partitioning
- مرحلة التجميع وتحسين الأداء synthesis and optimization
- مرحلة التحقق والإثبات Validations
- مرحلة التنفيذ Implementations

### تحديد مواصفات النظامSpecifications
وتتضمن تحديد الوظائف والمهام المطلوبة من النظام مع وصف واضح ودقيق لكل وظيفة بشكل بعيد عن الغموض، ولا ينبغي أن يفرض شيئا من حيث ألية تنفيذ تلك الوظائف أو المهام. كما يجب أن يتضمن التوصيف ذكرا لكل الشروط الوظيفية والغير الوظيفية المفروض توافرها في ذلك النظام.

### تشكيل النماذج والوحدات Modeling
هي عملية التصور والتخيل للنظام مع إعادة ترتيب للمرحلة الأولى وفيها يتم إنشاء نموذج الكيان الصلب ونموذج الكيان البرمجي

### التصميم المبدئي وتقسيم الوظائف Design Space Exploration And Partitioning
ولها أسلوبان
- Homogeneous: وفيها تُقَسَّم الوظائف من قبل مصمم النظام
- Heterogeneous: وفيها تُقَسَّم الوظائف في المرحلة السابقة عند تشكيل النماذج

### مرحلة التجميع وتحسين الأداء synthesis and optimization
وفيها تُجَمَّع الوظائف مع بعضها البعض لِتُخْتَبَر في المرحلة اللاحقة كما يتم فيها عملية تحسين للتصميم بشكل عام

### مرحلة التحقق والإثبات Validations
وفيها يُخْتَبَر التصميم عن طريق إحدى بيئات المحاكاة وذلك للتأكد من سلامة التصميم والتأكد من أن النظام يقوم بالوظائف المطلوبة منه كاملة.

### مرحلة التنفيذ Implementations
وهي المرحلة الأخيرة من مراحل تصنيع الأنظمة المضمنة وفيها يُبْنَى النظام بشكله الأخير ثم يختبر بشكل عملي قبل طرحه في الأسواق
السؤال التالي ماذا يمكن أن تحتوي الأنظمة المضمنة؟

## خصائص الأنظمة المضمنة؟
- يخزن على ذاكرة ثابتة أو فلاش ميموري
- يقوم بأداء وظيفة واحدة على الأغلب
- ممكن ان يتكون من عدة أنظمة مضمنة

## ماذا تحتوي الأنظمة المضمنة؟
- وحدات المعالجة المركزية
- وحدات تخزين للمعلومات
- وحدات توقيت وعد
- وحدات التحويل من الإشارات التشابهية إلى الإشارات الرقمية
- وحدات إظهار للنتائج
- وحدات إرسال واستقبال معلومات

### وحدات المعالجة المركزية
وتقسم وحدات المعالجة المركزية إلى ثلاثة أقسام
أولا: معالجات وحيدة الهدف:
وهي عبارة عن دارة رقمية مصممة لتنفيذ برنامج واحد محدد، خصائصها:
- تحتوي فقط على العناصر التي نحتاجها لتنفيذ البرنامج
- لا يوجد فيها ذاكرة

فوائدها:
- السرعة في الأداء
- الطاقة المنخفضة
- الحجم الصغير

ثانيا: معالجات التطبيقات الخاصة:
وهي عبارة عن معالجات قابلة للبرمجة صُمِّمَت وصُنِّعَت من أجل تنفيذ مجموعة محددة من التطبيقات في حالاتها العامة فهي مزيج بين نوعين من المعالجات النوع الأول الذي رأيناه والنوع الثالث الذي سنراه خصائصها:
- تمتلك ذاكرة برامج
- خط معطيات محسن: Optimized Databath
- وحدات وظائفية محددة

فوائدها:
- مرنة نوعا ما
- أداء جيد
- الحجم الصغير وطاقة منخفضة

ثالثا: معالجات الأهداف العامة:
وهي عبارة عن معالجات قابلة للبرمجة تستخدم وتصنيعها من أجل تنفيذ تطبيقات مختلفة وتعرف بالمعالجات الصغرية خصائصها:
- تمتلك ذاكرة برامج
- خط معطيات عام بالإضافة إلى وجود عدد كبير من المسجلات العامة ووجود وحدة حساب ومنطق عامة أيضا

فوائدها:
- إنتاجها سريع وتكلفة إنتاجها منخفضة
- مرنة بشكل كبير

وكمثال عليها معالجات البنتيوم من شركة إنتل
وحدات التوقيت والعد:
وتشمل كافة أنواع العدادات والمؤقتين وتُسْتَخْدَمُ في الأنظمة المطمورة من أجل تحقيق التزامن في عمل معين
وحدات التحويل من الإشارات التشابهية إلى الإشارات الرقمية والرقمية إلى تشابهية:
وهي من أهم الوحدات التي تتواجد في الأنظمة المطمورة فيها تقوم بتحويل الإشارات التشابهية إلى رقمية وبالعكس وذلك حسب متطلبات الدارات الموضوعة في النظام الرقمي
وحدات الخرج والدخل:
وحدات الخرج لإظهار النتائج والرسائل وكذلك للإعلام بحالات النظام ومن أهم هذه الدارات شاشات الإظهار الكريستالية. لوحات السبع قطع. الليدات وحدات الدخل تستعمل لإدخال المعطيات مثل لوحات المفاتيح والحساسات وغيرها
وحدات إرسال واستقبال المعلومات:
ازدادت أهمية هذه العناصر خاصة في الآونة الأخيرة حيث أصبح العالم بأكمله يتجه نحو التقنيات اللاسلكية ومن أهم هذه الدارات مرسلات ومستقبلات البلوتوث ومرسلات ومستقبلات الإشارات الراديوية.